# Фехнер, Маргарита Васильевна
Маргарита Васильевна Фехнер (25 января 1903, Москва — 5 декабря 1981, Москва) — советский архитектор, реставратор, историк архитектуры.

## Биография
Родилась 25 января 1903 года в Москве в семье врача. Окончила Московскую Петропавловскую женскую гимназию. Поступила на архитектурное отделение Московского политехнического института, преобразованного в Высшее инженерно-строительное училище (ВИСУ). Окончила ВИСУ в 1926 году со званием инженер-архитектор.
После окончания училища до 1941 года работала архитектором в проектных организациях Москвы. Среди её проектов жилые дома и общежитие Кзыл-Орде (1925), жилые дома в Перми (1934), здание клуба и жилые дома в посёлке станции «Подземгаз» в Донбассе (1938—1940).
Член Союза архитекторов СССР с 1935 года. Член комиссии по охране памятников Московского отделения Союза архитекторов с 1936 года.
С 1944 года основным направлением деятельности М. В. Фехнер стало изучение и реставрация памятников архитектуры. С 1944 по 1948 год она занимала должность заместителя начальника Отдела памятников архитектуры Управления по делам архитектуры при Совете министров РСФСР. Позднее работала в Инспекции по государственной охране памятников архитектуры Главного архитектурно-планировочного управления города Москвы.
В 1960—1970-х годах М. В. Фехнер принимала участие в разработке генерального плана Калуги. Благодаря её усилиям здание Государственного музея истории космонавтики имени К. Э. Циолковского было сдвинуто к северу от центральной оси парка, что позволило сохранить живописный вид на городской бор. Выступала экспертом на всероссийском конкурсе, где оценивалось гармоничное сочетание новостроек с исторической застройкой. Создала тексты для 20 мемориальных досок, которые были установлены на архитектурных памятниках в центре города (не сохранились).
Благодаря М. В. Фехнер были выявлены многие памятники архитектуры и истории города Москвы. Среди памятников, в восстановлении которых она принимала участие ансамбль Новодевичьего монастыря, музей А. С. Пушкина, усадьба Охотниковых (улица Пречистенка, 32), дом Несвицкой (Смоленская-Сенная площадь, 30), усадьба Барышникова (улица Мясницкая, 42) и другие. Она выполнила эскизные проекты реставрации зданий, связанных с жизнью и деятельностью видных представителей русской культуры: И. С. Тургенева (особняк М. Н. Макшеева-Мошонова, улица Пречистенка, 37), А. И. Герцена (дом-музей А. И. Герцена, переулок Сивцев Вражек, 27), Аксаковых (дом-музей Аксаковых, переулок Сивцев Вражек, 30), М. Ю. Лермонтова (дом-музей М. Ю. Лермонтова, улица Малая Молчановка, 2), Н. В. Гоголя (усадьба графа Александра Толстого, Суворовский бульвар, 7А), А. В. Сухово-Кобылина (группа домов).
Автор книг по истории российских городов: Пскова (совместно с И. М. Точилиной), Костромы (совместно с В. Н. Ивановым), Вологды, Коломны и Калуги. Вела переписку с архитекторами, искусствоведами, музейными работниками и краеведами. Была редактором ряда изданий, посвящённых проблемам реставрации и охраны памятников. Вела общественную работу, направленную на популяризацию памятников истории и архитектуры.
Умерла в Москве 5 декабря 1981 года.

## Память
Личный фонд М. В. Фехнер хранится в Государственном архиве Калужской области и в собрании Калужского областного краеведческого музея. В 2003 году в Калужском областном краеведческом музее была открыта выставка, посвященная 100-летию со дня рождения М. В. Фехнер.

## Сочинения
- Иванов В. Н., Фехнер М. М. Кострома. — М.: Гос. изд-во лит. по строительству и архитектуре, 1955.
- Фехнер М. М. Вологда. — М.: Госстройиздат, 1958.
- Фехнер М. М. Калуга. — М.: Госстройиздат, 1961.
- Фехнер М. М. Коломна. — М.: Госстройиздат, 1963.
- Фехнер М. М. Калуга. — М.: Стройиздат, 1971.
- Фехнер М. М. . — М.: Искусство, 1972.
- Фехнер М. М. Великие Булгары. Казань. Свияжск. — М.: Искусство, 1978.